# Elettrotreno MA 51
L'elettrotreno MA 51 (Matériel Articulé 1951) è un convoglio ferroviario impiegato sulla metropolitana di Parigi tra il 1951 e il 1994, sulle linee 13 et 10.

## Concezione

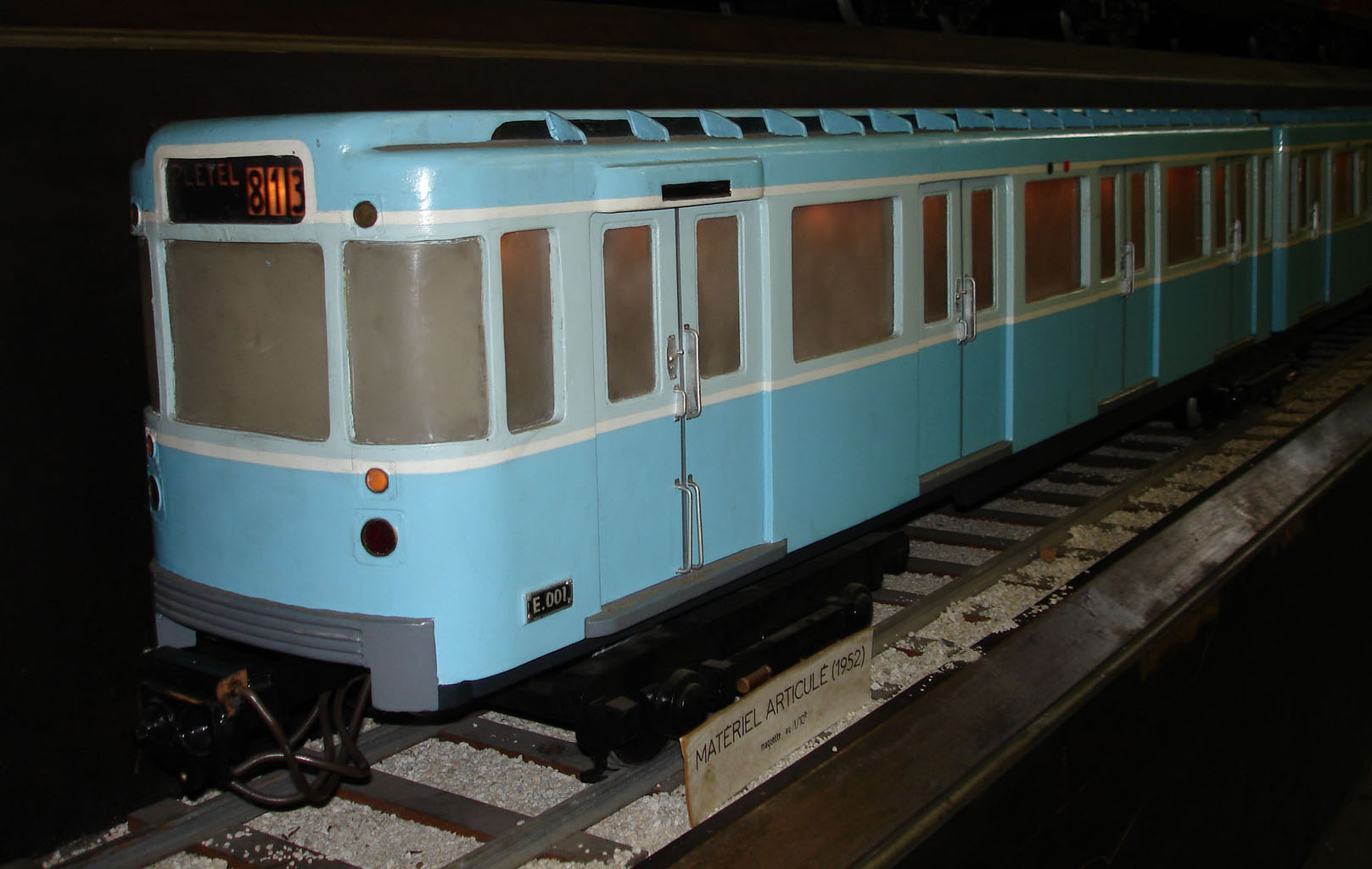
Modellino del MA 51.

Il MA 51 è il frutto della riflessione della RATP negli anni 1940, allorché il parco mezzi del metrò parigino era costituito perlopiù dai convogli Sprague-Thomson, giudicati pesanti ed obsoleti. La compagnia iniziò a pensare all'introduzione di un modello di treno più leggero, equipaggiato col sistema Jeumont-Heidmann (JH) e con freni più efficienti. La soluzione prospettata era quella del carrello comune a due vetture (principio del treno articolato). Al contempo, la RATP voleva un treno ad assortimento variabile, che permettesse una frequenza più intensa nelle ore di punta.

## Descrizione
Il convoglio consta di tre carrozze e appena quattro carrelli, di cui due (quelli posti tra le carrozze) sono motori. Il vagone centrale è più corto e ricevette, nel 1952, un compartimento di prima classe. Il treno è dotato di sistemi di aggancio automatico Scharfenberg, che permette di accoppiare e separare rapidamente le carrozze.
Tutti i sedili sono imbottiti, non essendo originariamente presente la prima classe, e le luci sono a fluorescenza.
All'inizio tutti i vagoni erano dipinti in grigio-blu, poi il vagone centrale (in seguito all'aggiunta della prima classe) fu dipinto di rosso nel 1952 e successivamente di giallo.
Non vi è alcuna divisione tra posto guida e cabina passeggeri. A ciascuna estremità del treno vi è uno sportello che cela il pannello comandi e, quando aperto, si tramuta in uno strapuntino che consente al macchinista di sedersi. Quando il posto guida non è in uso, lo sportello chiuso consente di avere uno spazio supplementare per i viaggiatori

## Il MA sulla linea 13

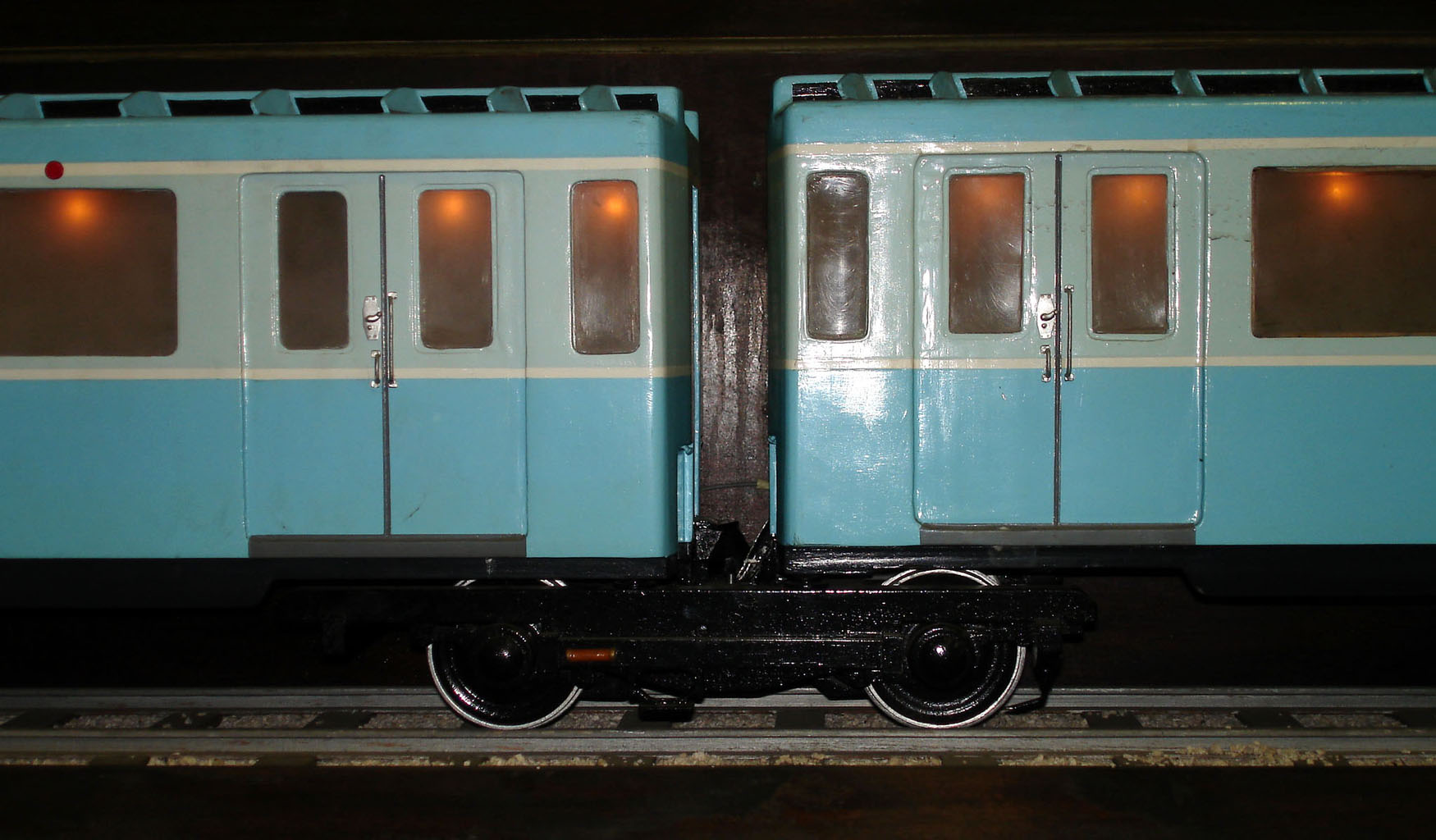
Dettagli del carrello fra le carrozze del MA 51.

La RATP mise in servizio il MA 51 sulla linea 13, generalmente mal servita nelle ore non di punta e adattata allo scopo. A seconda dell'orario il treno circolava con uno o due vagoni.
Commissionato tardivamente, il MA entrò in servizio nel 1952, permettendo l'estensione della linea da Porte de Saint-Ouen a Carrefour Pleyel e di rimuovere i convogli Sprague-Thomson.
Il MA era un mezzo decisamente rumoroso. Era equipaggiato unicamente di freno pneumatico, soluzione ormai ritenuta superata. Tuttavia la RATP, tutta impegnata a sviluppare la metropolitana su gomma con il nuovo MP 51, se ne disinteressò.
Il MA 51 rimase in servizio sulla linea 13 fino al 1972, quando fu trasferito.

## Il MA sulla linea 10
La RATP decise di non rottamare il MA, ma di trasferirlo su una linea più tranquilla. Dopo un periodo di revisione in deposito, il treno fu spostato alla linea 10 in composizione fissa a sei vetture, e ridipinto nella livrea blu scuro del MP 73.
La prima classe fu ampliata e l'illuminazione fu messa al pari del MP 73. L'interno fu tinteggiato in bianco. Negli annéi 1980 fu rimosso il pannello comandi richiudibile e fu creata una vera e propria cabina di guida, peraltro di notevoli dimensioni.
Non essendo dotato di controllo automatico e per le sue caratteristiche, il MA divenne un passaggio obbligato per l'istruzione dei nuovi macchinisti del metrò.
Il ritiro del MA 51 partì nel 1988 e si concluse nel 1994. Due vagoni si salvarono dalla distruzione: uno fu conservato dalla RATP e l'altro dalla Association d'exploitation du matériel Sprague.